# Haras du Petit Tellier
 (novembre 2024).
Si vous disposez d'ouvrages ou d'articles de référence ou si vous connaissez des sites web de qualité traitant du thème abordé ici, merci de compléter l'article en donnant les références utiles à sa vérifiabilité et en les liant à la section « Notes et références ».
Le haras du Petit Tellier est un des plus anciens haras de pur-sangs de France. 
Il est situé sur 145 hectares à Sévigny, dans l'Orne en Basse-Normandie. Le haras a été fondé en 1850. Il est aujourd'hui entre les mains de Patrick Chédeville, un descendant du fondateur.